# لامارش
لامارش (به فرانسوی: Lamarche) یک کمون در فرانسه است که در Canton of Lamarche واقع شده‌است.

## خصوصیات
لامارش ۳۳٫۶۹ کیلومترمربع مساحت و ۱٬۰۹۹ نفر جمعیت دارد و ۳۵۵ متر بالاتر از سطح دریا واقع شده‌است.